# Центральне міське кільце Севастополя

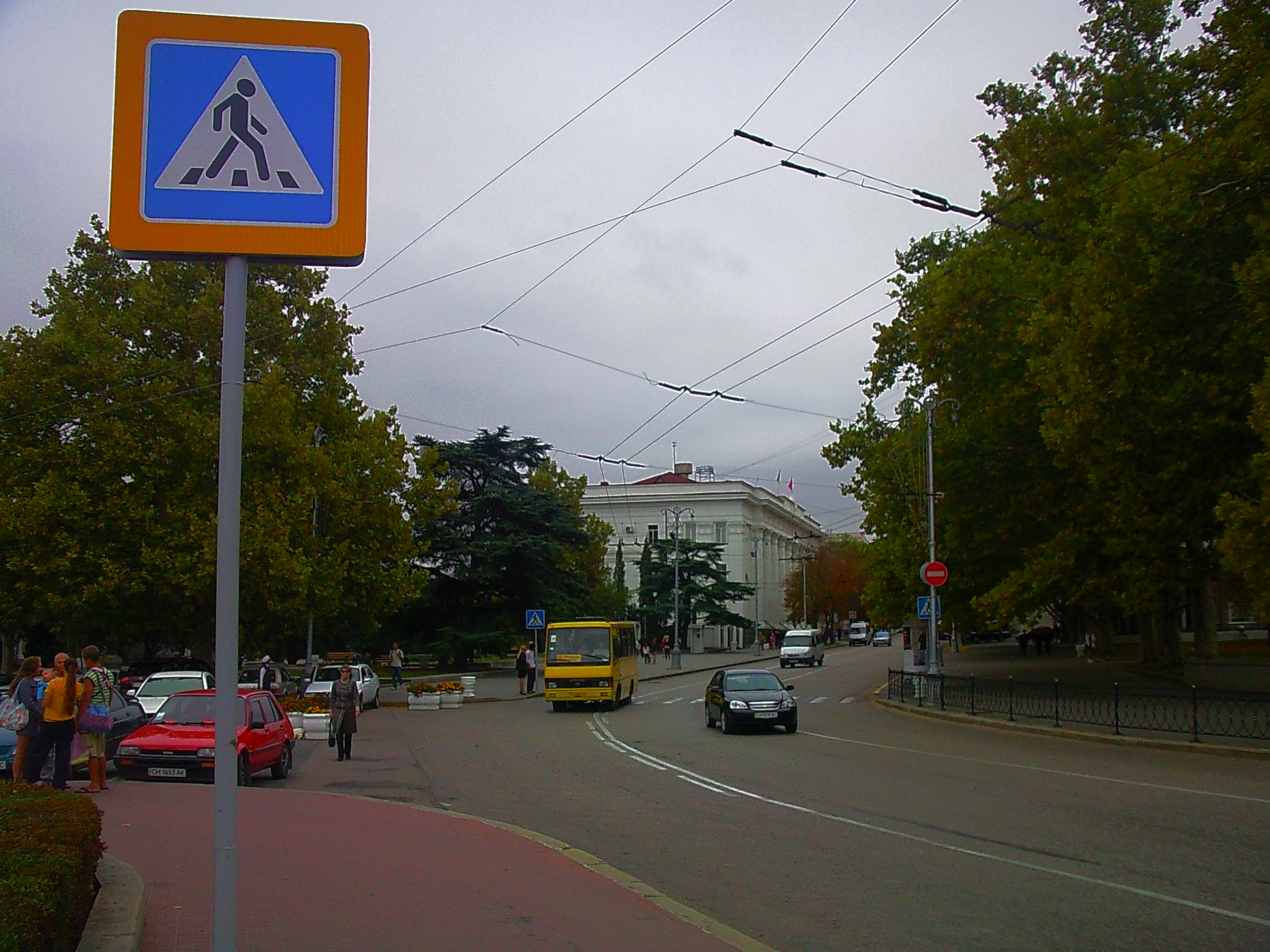
Центральне міське кільце в районі Проспекту Нахімова

Центральне міське кільце (крим. Merkeziy şeer alqası) — мережа вулиць та площ у центрі міста Севастополь в Ленінському районі: Проспект Нахімова, Площа Нахімова, вулиця Леніна, Площа Суворова, Площа Ушакова, вулиця Велика Морська, Площа Лазарєва.

## Історія
Розташований у центрі міста Центральний пагорб не дозволив Севастополю мати центральну вулицю та площу, як заведено у міській забудові XVIII століття, тому навколо холма розташувалися три вулиці та чотири площі – Центральне міське кільце.
У першій половині XX століття по кільцю проходила Кругова лінія Севастопольського трамвая.